# Nephrangis
Nephrangis là một chi thực vật có hoa trong họ, Orchidaceae.